# 王仁赡
王仁贍（917年—982年），宋太祖時大臣。
與曹彬友好。《续资治通鉴·宋太宗太平兴国七年》：“掌邦计几十年，恣下吏爲姦，怙恩固宠，莫敢发者。”王仁贍因攻克成都時妄縱不法，諸將同時召還。乾德五年（967年）正月二十三日，議定王全斌、崔彥進和王仁贍三人罪行。太平兴国七年（982年）春怏怏而卒。
子王昭雍，为崇仪副使。